# Ernst von Vegesack (1763–1818)
Eberhard Ernst Gotthard von Vegesack (uttal: fä'jsak), född den 29 mars 1763 i Rostock, död den 30 oktober 1818 i Stockholm, var en svensk militär. Han var son till kaptenen i holländsk tjänst Fredrik von Vegesack och Sofia Magdalena von Blücher samt far till Johan Fredrik Ernst von Vegesack.

## Militär karriär

### Under Gustav III
Då föräldrarna flyttade till Sverige 1777, medföljde Vegesack och blev två år senare page hos Gustav III. 1784 utnämndes han till kornett vid Livregementet till häst. På denna grad utgick han 1788 i Gustav III:s ryska krig och befordrades inom kort till kapten och skickades på kungens order till Dalarna för att ta befäl över ett kompani av frikåren som skulle agera mot Danmark. Då nämnda kår inom kort upplöstes, upprättade Vegesack på Gustav III:s befallning en jägarbataljon, med vilken han övergick till Finland och deltog djärvt, nästan på gränsen till överdåd i de följande striderna. Vid krigets slut hade han fortgått till major i armén samt blev kort därefter, 1790, överstelöjtnant, flygeladjutant och major vid Dalregementet, från vilken plats han tog avsked år 1794.

### Under Gustav IV Adolf
Vid Gustav IV Adolfs tillträde av regeringen utnämndes Vegesack till överste och generaladjutant av flygeln. År 1800 blev han chef för Savolaxbrigaden och året därefter generaladjutant för den armékår, som då samlades i Göteborg mot engelsmännen. År 1802 befordrades han till sekundchef för Konungens Göta gardesregemente och upphöjdes till friherre och sönerna introducerades 1830 under nummer 379. De närmast följande åren tjänstgjorde han som generaladjutant för armén och var under konungens frånvaro ledamot av den tillförordnade regeringen. Han förflyttades år 1804 från Konungens Göta gardesregemente som överste och chef till Västerbottens regemente, vilket han 1806 utbytte mot Älvsborgs regemente. Vid tyska krigets utbrott utnämndes han till befälhavare över den Fjärde brigaden och visade under fälttåget prov på stor tapperhet och skicklighet, såsom vid utfallet från Stralsund, rekognosceringen av Frankenfront, erövringen av Lüderhagen samt i reträtten från Ferdinandshof, vid vilket han blev svårt sårad. För sina bedrifter tilldelades han generalmajors rang. År 1808 förordnades han till befälhavare över den Västra arméns vänstra flygel och ryckte med denna in i Norge men fick omedelbart därefter befallning att som befälhavare för den så kallade Svenska fördelningen övergå till Finland där han deltog i flera slag, bland annat i det blodiga slaget vid Oravais.
Belöningen för hans uppoffringar och mod blev den gången att han hastigt kallades till Stockholm och ställdes inför krigsrätt för det han landstigit vid Kristinestad i stället för vid Björneborg, såsom orderna lydde. Vegesack lyckades bevisa att han inte bar skuld och han frikändes av krigshovrätten. Gustaf IV Adolf dömde honom dock personligen till livstids fästning. Domen hann dock aldrig verkställas eftersom revolutionen kom emellan.

### Under Karl XIII
Vegesack befordrades till generallöjtnant 1811 och kommenderade under 1813–14 års krig en särskild kår av den förenade norra tyska armén och besegrade bland annat den franska generalen Loison vid Retschow. Samma år kommenderade han en egen arméavdelning vid invasionen av Norge. Där inneslöt han först Fredrikshald och sedan slog han upprepade gånger den norska armén (vid Rakkestad, Askim m. fl. ställen). Vid svenska arméns omorganisation förordnades han till generalinspektör.

## Det fersenska mordet
Den 20 juni 1810 deltog Vegesack vid kronprins Karl Augusts begravningståg i Stockholm. Han förde denna dag inget befäl och blev ögonvittne till det fersenska mordet. Riksmarskalk Axel von Fersen lyckades efter folkmassornas överfall på hans vagn, komma fram till hörnet av Stora Nygatan och Riddarhustorget. Vegesack satt till häst och såg Fersen "depouillerad av alla sina dekorationer, höljd i blod, sönderslagen i ansiktet och huvudet, oavbrutet misshandlad genom hugg och slag". Vegesack skänklade sin häst, så att Fersen skulle komma mellan hästen och husväggen och sade: "Passez de l'autre côté du cheval" ("gå till andra sidan hästen"), varpå Fersen svarade "Sauvez" ("Rädda mig"). Fersen grep tag i hästens stångtyglar varpå hästen stegrade sig och Fersen måste släppa taget. Därefter fördes Fersen bort och kom strax därefter att mista livet på torget.

## Utmärkelser

### Svenska utmärkelser
- Riddare av Svärdsorden, 21 augusti 1790[2]
- Riddare med stora korset av Svärdsorden, 7 april 1807
- Kommendör av Svärdsorden, 30 juni 1808
- Kommendör med stora korset av Svärdsorden, 28 januari 1813

### Utländska utmärkelser
- Medalj till minne av 1813 års fälttåg (utdelad av de tyska städerna Hamburg, Lübeck och Bremen, 1816

## Familj
Vegesack gifte sig den 3 juli 1791 med Anna Beata Hammarfelt och fick med henne barnen:
1. Johan Fredrik Ernst, 1792–1863
2. Eberhard Ferdinand Emil, 1794–1855 (dottern Emily tar senare som andra svenska kvinna läkarlegitimation)
3. Otto Gotthard Eugen, 1795–1876
4. Didrik Ulrik Roderik, 1796–1833
5. Ulrika Beata Sofia, 1797–1798
6. Carl August Akilles, 1799–1866
7. Didrika Beata Sofia ("Bibi"), 1802–1884 (mormor till Verner von Heidenstam)
8. Ottiliana Magdalena Christina ("Molly") 1805–1892

## Eftermäle
"Svenska krigsmän" reste år 1883 en minnesvård på hans grav på Klara kyrkogård i Stockholm.